# 일레인 헨드릭스
일레인 헨드릭스(Elaine Hendrix, 1970년 12월 28일 ~ )는 미국의 배우이다.

## 출연 작품
- 레즈 밤 (2018)
- 샷 (2017)
- Swing State (2016)
- 제너럴 에듀케이션 (2012)
- 앱솔루트 킬러스 (2011)
- 데블스 트레저 (2011)
- 딥 인 더 하트 (2011)
- 비버리힐즈 치와와 2 (2011)
- 매직 (2010)
- 헤이티드 (2010)
- 굿 인텐션스 (2010)
- 스포크 (2010)
- 록 슬라이드 (2009)
- 더 비콘 (2009)
- 위딘 (2009)
- 디어 레몬 리마 (2009)
- 트루 러브드 (2008)
- 제인 도: 아이 오브 더 비홀더 (2008)
- 고기에 대한 불편한 진실 (2007, Meat the Truth) - 다큐멘터리
- 듀큐스 (2007)
- 다운 더 P.C.H. (2006)
- 커피 데이트 (2006)
- 밤 밤 앤 셀레스트 (2005)
- 히브루 해머 (2003)
- 형사 가제트 2 (2003)
- 미스터 세인트 닉 (2002)
- 주까? 마까! (2002)
- 아름다운 언약식 (2000)
- 몰리 (1999)
- 슈퍼스타 (1999)
- 페어런트 트랩 (1998)
- 로미와 미셀 (1997)
- 사랑 이야기 (1996)
- 폴링 엔젤스 (1993)
- 라스트 댄스 (1992)

### 텔레비전
- 미들맨 - TV시리즈 (2008)
- 스타와 춤을 (2005)
- 프렌즈 (1994)
- 조안 오브 아카디아 (2003)
- 못말리는 번디 가족 (1987)
- 우리 생애 나날들 (1965)